# Gunslinger Girl
Gunslinger Girl (ガンス リンガー•ガール Gansuringaa Gaaru?) es un manga japonés escrito e ilustrado por Yū Aida. Comenzó su serialización el 21 de mayo de 2002 en la revista mensual shōnen Dengeki Daioh. Los capítulos también fueron publicados en 15 volúmenes tankōbon por ASCII Media Works. Situada en la Italia moderna, la serie se centra en unas jóvenes tecnológicamente modificadas y en sus entrenadores, varones adultos que las utilizan como asesinas bajo las instrucciones de un organismo gubernamental. 
El manga fue licenciado en Norteamérica por Seven Seas Entertainment. Una adaptación a serie anime de trece episodios, producida por el estudio Madhouse y dirigida por Morio Asaka, se emitió por Fuji TV desde el 9 de octubre de 2003 al 19 de febrero de 2004. Una segunda temporada, titulada Gunslinger Girl -Il Teatrino- , estuvo a cargo del estudio de animación Artland y se estrenó en Japón el 8 de enero de 2008, contando también con trece episodios y un OVA. Ambas temporadas han sido licenciadas para su venta americana por Funimation Channel. En España la primera temporada fue licenciada por Buzz y Animax y en Italia emitida por MTV, pero fue transmitida en japonés y con subtítulos en italiano. Actualmente, el manga ha finalizado con quince volúmenes, el último volumen salió a la venta el 17 de diciembre de 2012.

## Argumento
Ambientada en la Italia actual, relata la lucha de un grupo antiterrorista del gobierno italiano, el cual actúa encubierto usando como tapadera el nombre de "Corporación de Bienestar Social", contra el grupo terrorista de la República. Para ello, usan un nuevo proyecto en el que recogen a niñas de entre 8 y 14 años, que por diversas circunstancias han perdido sus posibilidades de llevar una vida normal, mejoran sus cuerpos con partes mecánicas y las someten a un proceso llamado "acondicionamiento", que no es ni más ni menos que una manipulación de sus mentes para borrarles la memoria y así conseguir que sean las armas perfectas, libres de remordimientos y capaces de matar a cualquiera sin titubear.
Sin embargo, ese "acondicionamiento" tiene un alto riesgo, debido a que cada vez que son sometidas a uno de ellos también se les acorta el tiempo de vida. A cada chica se le asigna un tutor que se convierte en su "Fratello" (hermano en italiano), el cual se encarga de darle un nombre a la niña a su cargo y prepararla para las misiones, convirtiéndose en la única persona a la que obedecerá y que tendrá que responder por ella bajo cualquier circunstancia. Si el Fratrello muere o la abandona, la niña ya no sirve, ya que esta solo obedece a este, desaparecido tutor no obedecerá a nadie más. Si esto ocurre la niña es "destruida", la excepción es Claes que es sometida a la experimentación de nuevos implantes mecánicos. A lo largo de la serie se muestra como son cada una de las niñas: su relación con su Fratello, la forma en que les afecta el Acondicionamiento, su entrenamiento y su evolución como armas de la organización.

## Personajes
Henrietta (ヘンリエッタ Henrietta?)
Voz por: Yuuka Nanri (Gunslinger Girl), Kana Akutsu (Gunslinger Girl -Il Teatrino-)
Es una niña tranquila y callada, la última en ingresar al grupo. Llegó a la corporación luego de que su familia fuese atacada y asesinada, siendo ella la única superviviente. Siente un cariño muy especial por su Fratello, Jose Croce, el cual la trata con especial cuidado y cariño debido a que este cree que las niñas deben complementar su actividad con una vida normal. Cuando se trata de proteger a su Fratello se descontrola. Sus armas personales son una semiautomática SIG Sauer P239 y un subfusil automático FN P90 de fabricación belga que lleva un maletín para violín. En la segunda temporada, crea un lazo de amistad aún más fuerte con Jose, quien a su vez llega a sentir un amor platónico hacia ella.
Rico (リコ Riko?)
Voz por: Kanako Mitsuhashi (Gunslinger Girl), Anri Shiono (Gunslinger Girl -Il Teatrino-)
Al igual que Henrietta, es una niña tranquila y callada. Nacida con defectos de nacimiento, llegó a la Corporación debido a una enfermedad que provocaba que su cuerpo se deteriorase día a día, por lo cual se le ofreció a su familia salvarla con la condición de renunciar a ella. Tiene una relación distante con Jean, su Fratello (y hermano de Jose), debido a que él ve a las chicas artificiales solo como máquinas asesinas y desechables. Aun así, Rico está feliz en la Corporación por obtener un nuevo cuerpo y llevar una vida relativamente "normal". Sus armas son una pistola semiautomática CZ-75 y un rifle de francotirador Dragunov SVD. En la segunda temporada, Rico se muestra más expresiva e incluso menos tímida, su relación con Jean mejora un poco, y este comienza a preocuparse más por ella.
Triela (トリエラ Toriera?)
Voz por: Eri Sendai (Gunslinger Girl), Atsuko Enomoto (Gunslinger Girl -Il Teatrino-)
Posee un carácter alegre y tiene una personalidad que destaca por sobre las otras niñas, a las cuales suele aconsejar en caso de problemas. Llegó a la Corporación de manera desconocida, el único indicio de su pasado se menciona en el capítulo 4, donde se explica que fue víctima del tráfico de niñas, arrancada de su familia en Ámsterdam y llevada a Italia. Más adelante, en Gunslinger Girl Il Teatrino, se sabe que Triela no solo fue víctima del tráfico de niñas sino que casi muere víctima de una película Snuff (película de carácter lúdico donde a la víctima se le asesina mientras se filma todo), y que fue rescatada personalmente por Hilshire antes de formar parte la Corporación de Bien Social. También se sabe que Mario Bossi fue quien le dio la información a Hilshire para su rescate. Ella aún busca afianzar su relación con su Fratello, Hilshire, el cual es algo frío y serio con ella, sin embargo Triela no deja de sentir cariño por esa persona que la guía y educa. Aun así, cuando completa una misión Hilshire le regala un osito de peluche, hasta ahora posee siete a los cuales les ha puesto los nombres de los siete enanitos (aunque un oso extra le fue regalado en Navidad por Mario Bossi, en agradecimiento por darle su libertad y permitirle ver a su hija en el Episodio 4). Las armas que siempre porta son la SIG P230SL y la escopeta M1897 a la que a veces le incluye la bayoneta. En la segunda temporada Triela se ve más madura emocionalmente y mejora su relación con Hilshire cuando la abraza con mucho amor luego de que casi perdiera la vida.
Claes (クラエス Kuraesu?)
Voz por: Ami Koshimizu (Gunslinger Girl), Risa Mizuno (Gunsliger Girl Il Teatrino)
Llegó a la Corporación de manera desconocida. Debido a un incidente en que se quedó sin su Fratello (se presume que fue asesinado ya que tenía intenciones de hacer público la verdad de la Corporación de Bien Social), ella no participa en las misiones fuera de las instalaciones de la corporación como las otras (salvo cuando fue usada para sustituir a una niña físicamente muy similar que se sabía sería secuestrada), sino como material de prueba para nuevos tipos de implantes mecánicos. Usa gafas no por qué las necesite sino por una promesa que le hizo a su Fratello cuando este abandono la Corporación: "Cuando uses estas gafas quiero que seas la Claes tranquila". Le gusta la jardinería y tocar piano. Sólo usa la pistola semiautomática HK VP70 en una ocasión, su verdadero nombre es Fleda Claes Johansson.
Angelica (アンジェリカ Anjerika?)
Voz por: Hitomi Terakado (Gunslinger Girl), Kana Hanazawa (Gunslinger Girl -Il Teatrino-)
Es la primera de las chicas artificiales. Llegó a la Corporación luego de que fuera atropellada por sus propios padres para cobrar su seguro de vida, que implicaba una suma cuantiosa. Debido a ser la primera niña en sufrir la constante modificación de su cuerpo por implantes mecánicos, ha sufrido un deterioro tanto mental como físico, su cuerpo se vuelve más pesado y sufre de una pérdida de memoria progresiva con el tiempo, por lo que participa muy poco en los entrenamientos y en las misiones. Debido a esto Marco, su Fratello se distancia de ella pensando en que ya no hay nada que pueda hacer por ella y todo está perdido. Durante la serie y su continuación Gunslinger Girl II Teatrino se sabe que Marco junto con varios otros agentes escribieron un libro de cuentos llamado el "Príncipe de la Pasta" para ayudar al acondicionamiento de Angélica. Su arma es el fusil de asalto Steyr AUG A1. Su verdadero nombre es Angelina.
Elsa de Sica (エルザ・デ・シーカ Eruza de Shīka?)
Voz por: Mamiko Noto
Su pasado es un misterio, usaba todo tipo de armas, vivía sola en una habitación de la Organización, no platicaba con ninguna de las demás niñas. Estaba profundamente enamorada de su "Fratello", Lauro, mas este no le correspondía su afecto ya que para él era solo un arma humana. Pero en una cita, Elsa mata a Lauro disparándole la cabeza y luego esta se suicida disparándose en su ojo derecho. Su nombre completo es Elsa de Sica. Usaba en sus misiones el fusil de asalto SIG SG 550.
Beatriz (ベアトリーチェ Beatorīche)?)
Voz por: Mariya Ise